# Heimatmuseum Motzen

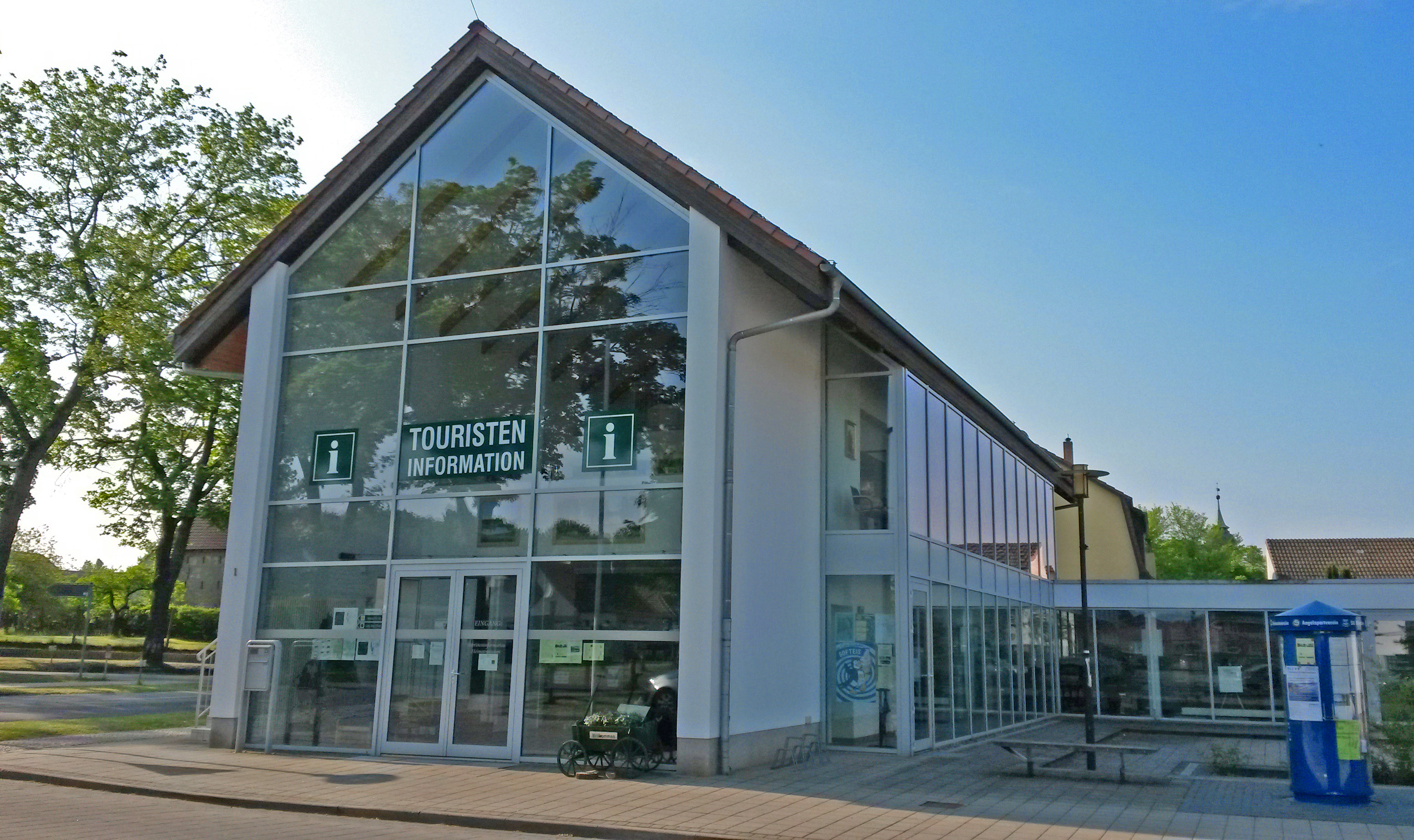
Haus des Gastes Motzen mit Heimatmuseum, Touristinformation und Bibliothek 2019

Das Heimatmuseum Motzen ist ein ortsgeschichtliches Museum im Ortsteil Motzen der Stadt Mittenwalde im Landkreis Dahme-Spreewald im Bundesland Brandenburg der Bundesrepublik Deutschland.

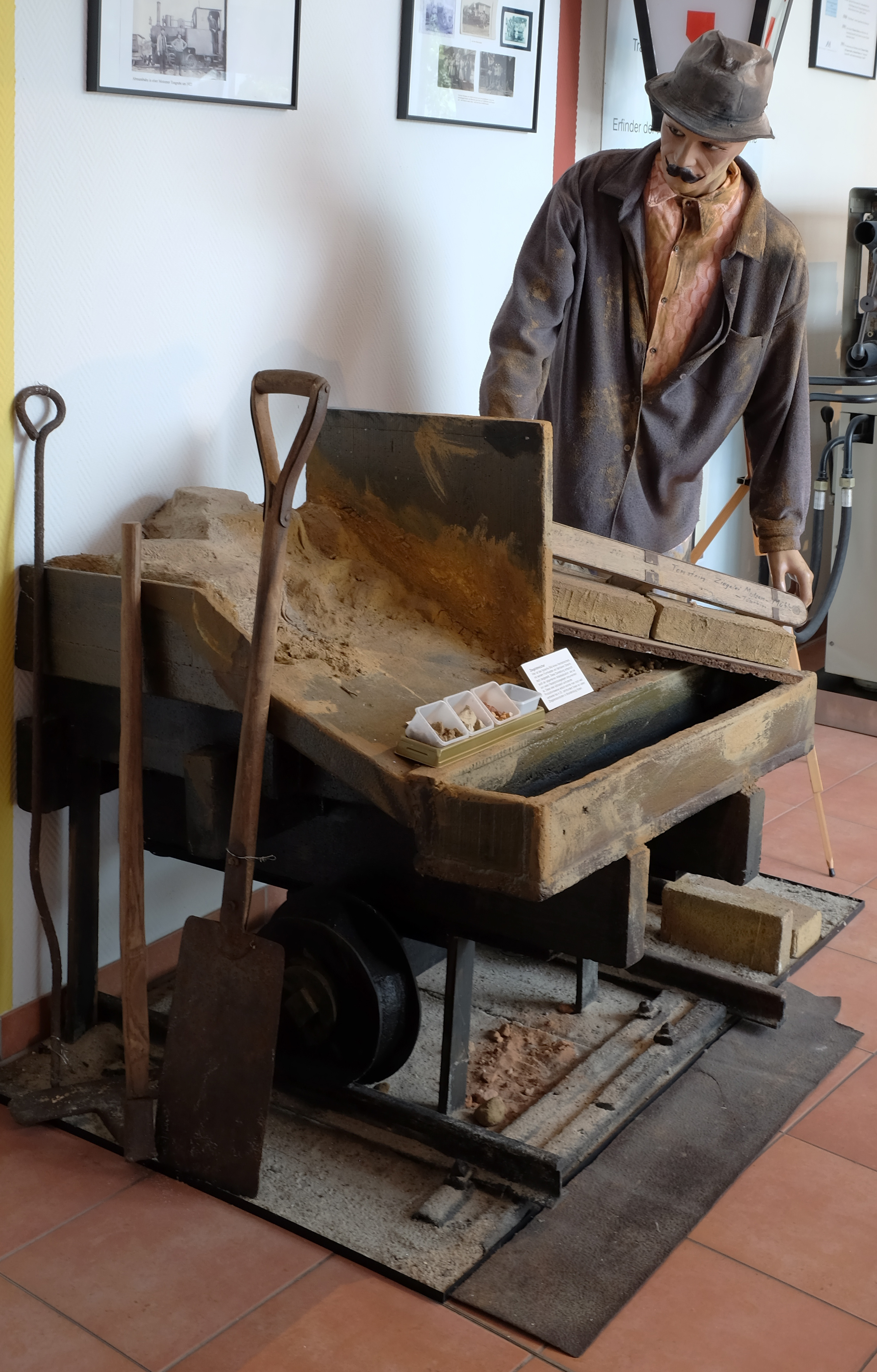
Exponat Ziegelmacher

Ziel des Museums ist es, die vielfältige Geschichte des Ortsteils anschaulich darzustellen und zu seiner harmonischen Entwicklung beizutragen. Die Exponaten im Heimatmuseum präsentieren Vor- und Frühgeschichte, Geologie, Hauswirtschaft, Gewerbe, Industrie, Ziegeleien und Kunststoffverarbeitung sowie Wassersport, Golf und Angeln. Im Außenbereich – dem kleinen Freilichtmuseum – werden zudem Handwerkzeuge und andere landwirtschaftliche Geräte präsentiert.
Das Heimatmuseum wurde 1990 vom Heimatverein Motzen e.V. gegründet. Seit 2000, nach der Neugestaltung des historischen Dorfkerns von Motzen, befindet sich das Museum im architektonisch großzügig gestalteten Haus des Gastes Motzen.